# Golden Crown
El Golden Crown (Persa: تاج طلایی Tāj-e Talāyi) (español: Corona de Oro) fue el primer equipo nacional de exhibición de acrobacias aéreas de Irán y parte de la antigua Fuerza Aérea Imperial de Irán desde 1958 hasta 1979. Fue formado por Nader Jahanbani, un general iraní, y Fue inspirado principalmente por Sky Blazers, un equipo de acrobacias aéreas estadounidenses. Durante la guerra fría, este equipo se desempeñó con éxito en muchas competiciones.
La Golden Crown se fundó oficialmente en 1958. Catorce pilotos iraníes fueron enviados a la Base Aérea de Fürstenfeldbruck, Alemania, para aprender acrobacias aéreas en aviones de reacción. Nueve de ellos regresaron a Irán después de un par de meses y los cinco restantes se sometieron a más entrenamiento de vuelo. Después de 72 sesiones de entrenamiento, el equipo realizó su primera exhibición aeroacrobacia en 1958. Estaba equipado con cuatro aviones Republic F-84G Thunderjet. Para 1959, tenía nueve F-84.
El equipo se instaló cerca del Aeropuerto Internacional de Mehrabad y más tarde, en Kooshk Nosrat, a 100 kilómetros de Teherán.
Durante la Revolución iraní en 1979, el equipo se disolvió después de la disolución de la Fuerza Aérea Imperial de Irán.
El as de la IIAF, Yadollah Javadpour, fue miembro de la Corona de Oro desde 1975 hasta 1978. Otros miembros notables incluyen a Mohammad Amir Khatami, Nader Jahanbani, Amir Hossein Rabii, Bahram Hooshyar y Yadollah Sharifirad.
- Datos: Q9274304
- Multimedia: Golden Crown / Q9274304